# Kabinett Miyazawa (Umbildung)
Das umgebildete Kabinett Miyazawa (jap. 宮澤改造内閣, Miyazawa kaizō naikaku) regierte Japan unter Führung von Premierminister Kiichi Miyazawa vom 12. Dezember 1992 bis zum Rücktritt am 9. August 1993. Mit der Bildung der Erneuerungspartei durch Tsutomu Hata und Ichirō Ozawa am 23. Juni 1993, der sich 36 Shūgiin-Mitglieder der Hata-Ozawa-Faktion anschlossen, verlor die LDP ihre absolute Mehrheit im Shūgiin. Nach einem erfolgreichen Misstrauensvotum durch die neue Opposition rief Miyazawa Neuwahlen aus, bei der die LDP eine herbe Niederlage hinnehmen musste: Sie gewann nur einen Sitz hinzu und blieb ohne Mehrheit. Die Regierung trat am 9. August zurück und wurde vom Kabinett Hosokawa abgelöst, sodass die LDP erstmals seit ihrer Gründung 1955 in der Opposition saß.

## Staatsminister
| Amt                                                                                              | Name                                   | Bild               | Partei | Faktion              |
| ------------------------------------------------------------------------------------------------ | -------------------------------------- | ------------------ | ------ | -------------------- |
| Premierminister                                                                                  | Miyazawa Kiichi                        | Kiichi Miyazawa    | LDP    | (Miyazawa)           |
| Stellvertretender Premierminister                                                                | Michio Watanabe (bis 7. April 1993)    | Michio Watanabe    | LDP    | Watanabe             |
| Stellvertretender Premierminister                                                                | Masaharu Gotōda (ab 8. April 1993)     |                    | LDP    | —                    |
| Außenminister                                                                                    | Michio Watanabe (bis 7. April 1993)    | Michio Watanabe    | LDP    | Watanabe             |
| Außenminister                                                                                    | Mutō Kabun (ab 8. April 1993)          |                    | LDP    | Watanabe             |
| Justizminister                                                                                   | Gotōda Masaharu                        |                    | LDP    | —                    |
| Finanzminister                                                                                   | Yoshirō Hayashi                        |                    | LDP    | Miyazawa             |
| Bildungsministerin                                                                               | Mayumi Moriyama                        | Mayumi Moriyama    | LDP    | Kōmoto               |
| Gesundheits- und Sozialminister                                                                  | Yūya Niwa                              | Yūya Niwa          | LDP    | Miyazawa             |
| Minister für Landwirtschaft, Forsten und Fischerei                                               | Masami Tanabu (bis 4. August 1993)     |                    | LDP    | Katō                 |
| Minister für Landwirtschaft, Forsten und Fischerei                                               | Miyazawa Kiichi (ab 4. August 1993)    | Kiichi Miyazawa    | LDP    | (Miyazawa)           |
| Minister für Internationalen Handel und Industrie                                                | Yoshirō Mori                           | Yoshirō Mori       | LDP    | Mitsuzuka            |
| Verkehrsminister                                                                                 | Ochi Ihei                              |                    | LDP    | Watanabe             |
| Postminister                                                                                     | Jun’ichirō Koizumi (bis 20. Juli 1993) | Jun’ichirō Koizumi | LDP    | Mitsuzaka            |
| Postminister                                                                                     | Miyazawa Kiichi (ab 20. Juli 1993)     | Kiichi Miyazawa    | LDP    | Mitsuzuka (Miyazawa) |
| Arbeitsminister                                                                                  | Masakuni Murakami                      |                    | LDP    | Watanabe             |
| Bauminister                                                                                      | Kishirō Nakamura                       | Kishirō Nakamura   | LDP    | Obuchi               |
| Innenminister Vorsitzender der Nationalen Kommission für Öffentliche Sicherheit                  | Murata Keijirō                         |                    | LDP    | Mitsuzuka            |
| Chefkabinettssekretär                                                                            | Yōhei Kōno                             | Yōhei Kōno         | LDP    | Miyazawa             |
| Leiter der Behörde für Management und Koordination                                               | Michihiko Kano                         | Michihiko Kano     | LDP    | Mitsuzuka            |
| Leiter der Behörde für die Entwicklung Okinawas Leiter der Behörde für die Entwicklung Hokkaidōs | Kita Shūji                             |                    | LDP    | Kōmoto               |
| Leiter der Verteidigungsbehörde                                                                  | Toshio Nakayama                        | Toshio Nakayama    | LDP    | Obuchi               |
| Leiter des Wirtschaftsplanungsamts                                                               | Hajime Funada (bis 18. Juni 1993)      |                    | LDP    | Hata                 |
| Leiter des Wirtschaftsplanungsamts                                                               | Miyazawa Kiichi (kommissarisch)        | Kiichi Miyazawa    | LDP    | (Miyazawa)           |
| Leiter des Wirtschaftsplanungsamts                                                               | Osamu Takatori (ab 21. Juni 1993)      |                    | LDP    | Obuchi               |
| Leiter der Behörde für Wissenschaft und Technologie                                              | Mamoru Nakajima (bis 18. Juni 1993)    | Mamoru Nakajima    | LDP    | Hata                 |
| Leiter der Behörde für Wissenschaft und Technologie                                              | Miyazawa Kiichi (kommissarisch)        | Kiichi Miyazawa    | LDP    | (Miyazawa)           |
| Leiter der Behörde für Wissenschaft und Technologie                                              | Shōichi Watanabe (ab 21. Juni 1993)    | Shōichi Watanabe   | LDP    | Miyazawa             |
| Leiter der Umweltbehörde                                                                         | Hayashi Taikan                         |                    | LDP    | Watanabe             |
| Leiter der Behörde für Staatsland                                                                | Inoue Takashi                          |                    | LDP    | Obuchi               |

Anmerkung: Der Parteivorsitzende und Premierminister gehört während seiner Amtszeit offiziell keiner Faktion an.

## Rücktritte
- Außenminister Watanabe trat am 7. April 1993 aus gesundheitlichen Gründen zurück.
- Postminister Koizumi trat am 20. Juli 1993 über Meinungsverschiedenheiten mit Premierminister Miyazawa zurück und forderte auch dessen Rücktritt.
- Der Leiter des Wirtschaftsplanungsamts Funada trat am 18. Juni 1993 zurück, nachdem er in einem Misstrauensvotum Premierminister Miyazawa das Misstrauen ausgesprochen hatte.
- Der Leiter der Behörde für Wissenschaft und Technologie Nakajima trat am 18. Juni 1993 aus dem gleichen Grund wie Funada zurück.
- Landwirtschaftsminister Tanabu trat am 4. August 1993 zurück und folgte Tsutomu Hata und Ichirō Ozawa in die Erneuerungspartei.